# Семела, или Водоносицы
«Семела, или Водоносицы» — трагедия древнегреческого драматурга Эсхила (первая половина V века до н. э.), входившая в состав «второй дионисовой тетралогии». Её текст почти полностью утрачен.

## Сюжет

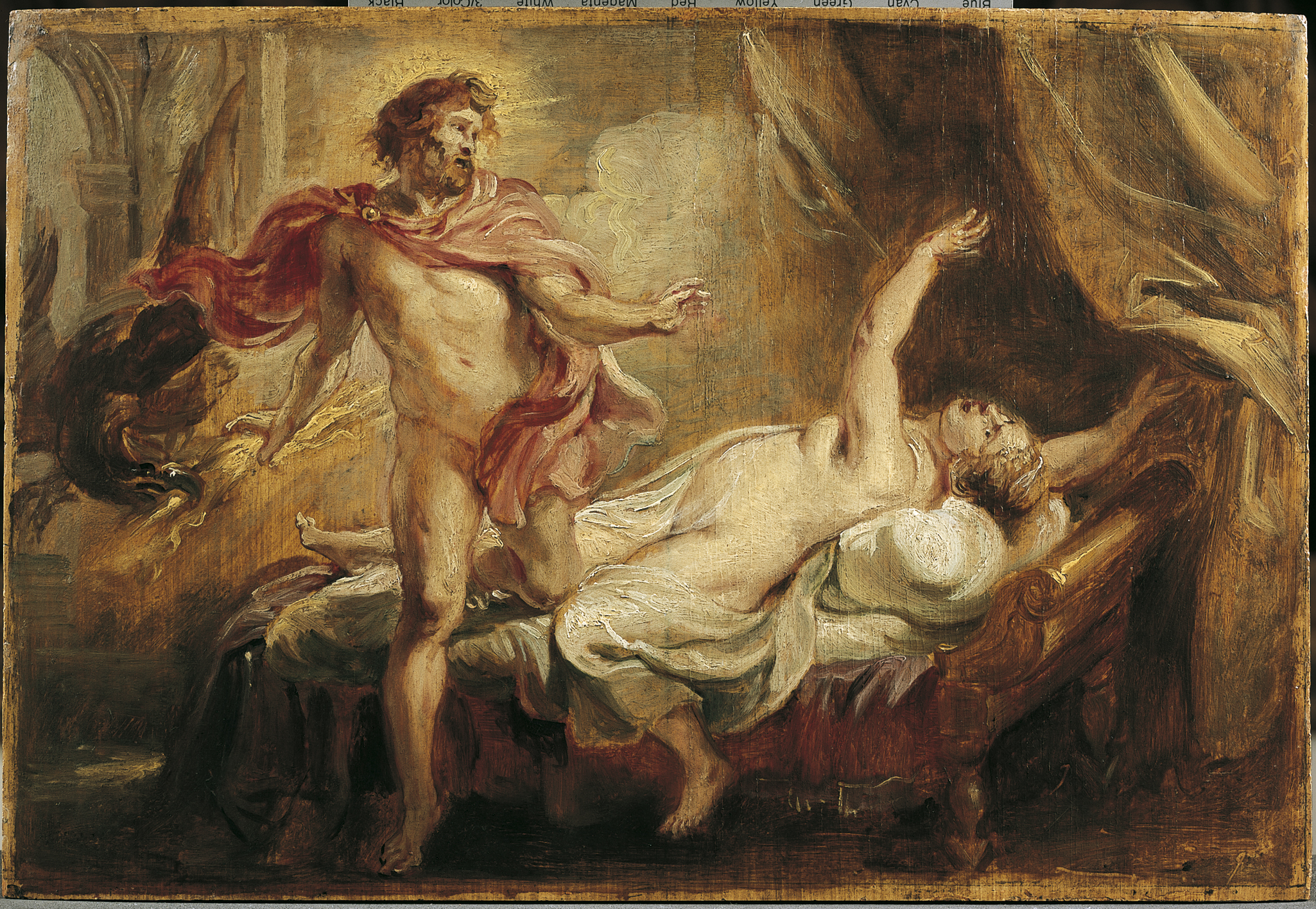
Смерть Семелы. Картина Питера Пауля Рубенса

«Семела» является частью цикла пьес, посвящённого мифам Беотии, и, в частности, истории бога виноделия Диониса («Второй дионисовой тетралогии»). В состав этого цикла входили также трагедии «Пенфей» и «Шерстечесальщицы» и сатировская драма «Кормилицы Диониса». В источниках нет точной информации о том, в каком порядке эти пьесы следовали друг за другом, так что антиковеды выдвигали разные версии. Сейчас большинство исследователей полагает, что «Семела» была первой частью тетралогии. В этой пьесе заглавная героиня, беременная от Зевса Дионисом, получает от Геры губительный совет: попросить своего возлюбленного предстать перед ней в божественном обличье. В результате Семела погибает, но из её мёртвого тела рождается новый бог.

## Судьба пьесы
Текст «Семелы» был почти полностью утрачен. Сохранились только четыре фрагмента (фрг. 221—224 Radt), самый большой из которых включает чуть больше десятка строк. В нём хор беотийских нимф молится за благополучие главной героини, а потом к этому хору обращается Гера.
Известно, что перу Софокла принадлежала пьеса «Водоносицы», текст которой тоже утрачен.